# Вест-Юніон (Айова)
Вест-Юніон (англ. West Union) — місто (англ. city) в США, в окрузі Фаєтт штату Айова. Населення — 2490 осіб (2020).

## Географія
Вест-Юніон розташований за координатами 42°57′32″ пн. ш. 91°48′48″ зх. д. / 42.95889° пн. ш. 91.81333° зх. д. (42.958890, -91.813201).  За даними Бюро перепису населення США в 2010 році місто мало площу 7,19 км², уся площа — суходіл.

## Демографія
Згідно з переписом 2010 року, у місті мешкало 2486 осіб у 1106 домогосподарствах у складі 626 родин. Густота населення становила 346 осіб/км².  Було 1240 помешкань (172/км²).
Расовий склад населення:
| - 96,4 % — білих - 1,1 % — чорних або афроамериканців - 0,8 % — азіатів - 0,3 % — вихідців з тихоокеанських островів - 0,2 % — корінних американців |

До двох чи більше рас належало 0,6 %. Частка іспаномовних становила 2,0 % від усіх жителів.
За віковим діапазоном населення розподілялося таким чином: 21,9 % — особи молодші 18 років, 55,9 % — особи у віці 18—64 років, 22,2 % — особи у віці 65 років та старші. Медіана віку мешканця становила 42,4 року. На 100 осіб жіночої статі у місті припадало 98,1 чоловіків;  на 100 жінок у віці від 18 років та старших — 94,6 чоловіків також старших 18 років.
Середній дохід на одне домашнє господарство  становив 54 873 долари США (медіана — 40 980), а середній дохід на одну сім'ю — 65 167 доларів (медіана — 51 726). Медіана доходів становила 45 122 долари для чоловіків та 31 739 доларів для жінок. За межею бідності перебувало 17,2 % осіб, у тому числі 27,8 % дітей у віці до 18 років та 10,4 % осіб у віці 65 років та старших.
Цивільне працевлаштоване населення становило 1275 осіб. Основні галузі зайнятості: освіта, охорона здоров'я та соціальна допомога — 30,4 %, виробництво — 12,5 %, роздрібна торгівля — 9,3 %, мистецтво, розваги та відпочинок — 9,1 %.